# Kubu Perahu
Kubu Perahu is een bestuurslaag in het regentschap Lampung Barat van de provincie Lampung, Indonesië. Kubu Perahu telt 2112 inwoners (volkstelling 2010).